# Vera Spinetta
Vera Spinetta (Buenos Aires, 14 de octubre de 1991) es una actriz, cantante y poetisa argentina. Es hija del músico, cantante y compositor argentino Luis Alberto Spinetta y hermana de los músicos Dante Spinetta, Catarina Spinetta y Valentino Spinetta.

## Filmografía

### Televisión
| Año         | Título                               | Personaje                    | Notas                                |
| ----------- | ------------------------------------ | ---------------------------- | ------------------------------------ |
| 2009        | Mitos, crónicas del amor descartable | Lucía Montesalvo             | Personaje secundario                 |
| 2011 - 2012 | Televisión x la inclusión            | Guada                        | Episodio: "Esa gente"                |
| 2011 - 2012 | Televisión x la inclusión            | Micaela Rolón                | Episodio: "Matonaje escolar"         |
| 2012 - 2013 | Mi amor, mi amor                     | Laura Dalton                 | Personaje secundario                 |
| 2012 - 2014 | En terapia                           | Catalina Montes              | Personaje recurrente                 |
| 2012 - 2015 | Presentes                            | Estefanía "Estefi" Hernández | Personaje principal                  |
| 2013        | Por ahora                            | Satvia                       | Participación especial (2 episodios) |
| 2014        | La celebración                       | Catalina "Cata"              | Episodio: "Cumpleaños"               |
| 2015        | La casa                              | Natalia Fernández Duarte     | Episodio: "Trío"                     |
| 2016        | Mucama de vampiros                   | Virna                        | Personaje secundario                 |
| 2018        | Morir de amor                        | Laura                        | Personaje recurrente                 |
| 2021-2023   | El reino                             | Ana Vázquez Pena             | Personaje secundario                 |
| 2022        | El fin del amor                      | Juana Herrero                | Personaje secundario                 |

### Otros trabajos
| Año  | Título          | Rol        | Notas                            |
| ---- | --------------- | ---------- | -------------------------------- |
| 2015 | En el carrousel | Conductora | Programa de entrevistas de UN3TV |

### Cine
| Año  | Películas                | Personaje        | Dirección                  | Notas        |
| ---- | ------------------------ | ---------------- | -------------------------- | ------------ |
| 2009 | Las viudas de los jueves | Trina            | Marcelo Piñeyro            |              |
| 2009 | Sea una familia feliz    | Cassandra        | Andrea Testa               | Cortometraje |
| 2011 | Between Worlds           | Carla            | Leandro Taub               | Cortometraje |
| 2012 | Ponele Thelma & Luis     | Thelma           | Alejandro Jovic            |              |
| 2013 | Nena, saludáme al Diego  | Lucrecia         | Andrea Herrera Catalá      |              |
| 2014 | Anagramas                | Flavia           | Santiago Giralt            |              |
| 2015 | Voley                    | Catalina         | Martín Piroyansky          |              |
| 2015 | Para los amigos          | Vero             | Paulina Dana               | Cortometraje |
| 2016 | Camarín                  | Chica            | Natasha Gurfinkel          | Cortometraje |
| 2017 | Las hormigas             | Malena           | Mariana Wainstein          | Cortometraje |
| 2017 | Un alud                  | Ana              | Cecilia Cartasegna         | Cortometraje |
| 2018 | Mala vida                | Conductora de TV | Mad Crampi y Fernando Díaz |              |
| 2018 | Soledad                  | Soledad Rosas    | Agustina Macri             |              |
| 2019 | Las buenas intenciones   | Carolina         | Ana García Blaya           |              |
| 2024 | Bajo naranja             | Frida            | Michael Taylor Jackson     | Largometraje |